# Jacques Riboud
Pour les articles homonymes, voir Riboud.
Jacques Riboud (né à Soissons le 4 février 1908, mort le 29 octobre 2001) est un industriel et urbaniste français. La fin de sa vie fut consacrée à la recherche monétaire dans le cadre de la Revue politique et parlementaire et du Centre Jouffroy Jacques Riboud qu'il dirigeait.

## Biographie
Jacques Riboud est né à Soissons, le 4 février 1908. Son père, Paul Riboud, ingénieur des ponts et chaussées, sera directeur général des Chemins de fer de l'Est. À sa sortie de  l'École nationale supérieure des mines de Paris en 1930, Jacques Riboud effectue son service militaire dans l'artillerie, à Fontainebleau. Il voyage ensuite aux États-Unis qu'il voit plongé dans la Grande Dépression et où il est chargé par un groupement de consommateurs de pétrole, de faire un rapport sur les développements de l'industrie pétrolière et gazière outre-Atlantique.
En 1939, il est mobilisé comme lieutenant dans l'artillerie et participe à la bataille de la Somme. Il revient en France après la guerre pour prendre la direction de la Société des raffineries françaises des pétroles de l'Atlantique et fait reconstruire la raffinerie de Donges, détruite pendant la Seconde Guerre mondiale. C'est à l'occasion de cette reconstruction que se pose le problème de logement des ouvriers, qui incitera Jacques Riboud à se lancer dans une activité d'urbaniste. De 1966 à 1975, il a fait partie des commissions pétrole, chimie et construction des Ve et VIe Plans. En 1980 il publie Mécanique des monnaies qui sera diffusé à plus de 10 000 exemplaires, en langues française et anglaise.

### Le créateur urbain
Entre la fin des années 1950 et la fin des années 1970, à la tête de la société Jacques Riboud créations urbaines et secondé par l'architecte et urbaniste Roland Prédiéri et du fresquiste Robert Lesbounit, il réalise notamment le quartier de la Haie-Bergerie à Villepreux, son église Saint-Vincent-de-Paul avec Roland Prédiéri, l'essentiel de la partie moderne de Maurepas en lisière de la ville nouvelle de Saint Quentin en Yvelines, et le quartier de la Clairière comprenant 964 logements à Rambouillet.
Il est l'auteur de plusieurs livres dans lesquels il théorise sa vision du développement et de l'aménagement urbain, notamment son manifeste Expérience d'urbanisme provincial (préface de Louis Armand, éditions Mazarine, 1961) repris et complété ensuite dans La Ville heureuse (épilogue de Bertrand de Jouvenel, Éditions du Moniteur, 1981).

### L'industriel
À partir de son expérience d'artilleur de la Seconde Guerre mondiale, Jacques Riboud va élaborer un affût de canon pivotant. De 1960 à 1971, Jacques Riboud est PDG de la Société pétrochimique de l'Atlantique et du pétrolier ANTAR. Il préside également l'Association française des techniciens du pétrole. Il est également à l'origine d'un procédé d'extraction de carbone diffus.
Dans les années 1970, avec la société Vitrex, il est à l'origine de plusieurs prototypes de voiturettes adaptées à la ville, mais restés sans lendemain.

### Un des parrains de l'euro
À partir de 1974, Jacques Riboud édite la Revue politique et parlementaire. Il fonde et anime un club de réflexion, Centre Jouffroy Jacques Riboud. Il publie alors plusieurs essais sur la monnaie en développant la thèse d'une monnaie extra-nationale, constante en pouvoir d'achat, pouvant se substituer au dollar dans les échanges internationaux tout en contribuant à l'avènement de la monnaie européenne. Le projet monétaire de Jacques Riboud, qui s'intitule d'abord Eurostable puis l'Écu externe constant, et enfin le New Bancor implique son lancement par un consortium de banques, assisté d'une caisse interbancaire, responsables de l'émission et de la circulation de la monnaie externe constante.